# Meg White
Megan Martha „Meg” White (ur. 10 grudnia 1974 w Grosse Pointe Farms w stanie Michigan) – amerykańska multiinstrumentalistka i wokalistka, znana z występów w zespole rockowym  The White Stripes.

## Życie prywatne
Na początku lat 90. White pracowała jako barmanka w barze Memphis Smoke na przedmieściach Royal Oak, gdzie poznała Johna „Jacka” Gillisa. White i Gillis wzięli ślub 21 września 1996 roku. Gillis przyjął nazwisko małżonki. Para rozwiodła się 24 marca 2000 roku.
11 września 2007 roku grupa The White Stripes odwołała trasę koncertową w związku z zespołem lęku napadowego, na który cierpi White. 3 maja 2009 roku dziennik The Detroit News opublikował informacje o zaręczynach White z Jacksonem Smithem, synem piosenkarki Patti Smith. Para pobrała się 22 maja 2009 roku, w domu byłego męża White, w Nashville. 
Meg White i Jackson Smith rozwiedli się 25 lipca 2013 roku.

## Filmografia
- "The White Stripes Under Great White Northern Lights" (2009, film dokumentalny, reżyseria: Emmett Malloy)[6]